# A Kázmér és Huba gyűjteményköteteinek listája
Ez a lista Bill Watterson író és rajzoló Kázmér és Huba című képsorának gyűjteményköteteit tartalmazza. A képsor eredetileg 1985. november 18. és 1995. december 31. között jelent meg számos folyóiratban az Egyesült Államok a Universal Press Syndicate sajtóügynökség közvetítésén keresztül.

## Az Andrews McMeel Publishing kiadásában megjelent gyűjteménykötetek
A Kázmér és Huba gyűjteményköteteinek kiadását az Egyesült Államokban az Andrews McMeel Publishing kezdte meg 1987-ben.
- Bill Watterson. Calvin and Hobbes (angol nyelven). Andrews McMeel Publishing (1987). ISBN 0-8362-2088-9
- Bill Watterson. Something Under the Bed Is Drooling (angol nyelven). Andrews McMeel Publishing (1988). ISBN 0-8362-1825-6
- Bill Watterson. The Essential Calvin and Hobbes: A Calvin and Hobbes Treasury (angol nyelven). Andrews McMeel Publishing (1988). ISBN 0-8362-1805-1
- Bill Watterson. Yukon Ho! (angol nyelven). Andrews McMeel Publishing (1989). ISBN 0-8362-1835-3
- Bill Watterson. Weirdos from Another Planet! (angol nyelven). Andrews McMeel Publishing (1990). ISBN 0-8362-1862-0
- Bill Watterson. The Authoritative Calvin and Hobbes: A Calvin and Hobbes Treasury (angol nyelven). Andrews McMeel Publishing (1990). ISBN 0-8362-1822-1
- Bill Watterson. The Revenge of the Baby-Sat (angol nyelven). Andrews McMeel Publishing (1991). ISBN 0-8362-1866-3
- Bill Watterson. The Calvin and Hobbes Lazy Sunday Book: A Collection of Sunday Calvin and Hobbes Cartoons (angol nyelven). Andrews McMeel Publishing (1989). ISBN 0-8362-1852-3
- Bill Watterson. Scientific Progress Goes ”Boink" (angol nyelven). Andrews McMeel Publishing (1991). ISBN 0-8362-1878-7
- Bill Watterson. The Indispensable Calvin and Hobbes: A Calvin and Hobbes Treasury (angol nyelven). Andrews McMeel Publishing (1992). ISBN 0-8362-1898-1
- Bill Watterson. Attack of the Deranged Mutant Killer Monster Snow Goons (angol nyelven). Andrews McMeel Publishing (1992). ISBN 0-8362-1883-3
- Bill Watterson. The Days Are Just Packed (angol nyelven). Andrews McMeel Publishing (1993). ISBN 0-8362-1735-7
- Bill Watterson. Homicidal Psycho Jungle Cat (angol nyelven). Andrews McMeel Publishing (1994). ISBN 0-8362-1769-1
- Bill Watterson. Calvin and Hobbes: The Tenth Anniversary Book (angol nyelven). Andrews McMeel Publishing (1995). ISBN 0-8362-0438-7
- Bill Watterson. There’s Treasure Everywhere (angol nyelven). Andrews McMeel Publishing (1996). ISBN 0-8362-1312-2
- Bill Watterson. It’s a Magical World (angol nyelven). Andrews McMeel Publishing (1996). ISBN 0-8362-2136-2
- Bill Watterson. Calvin and Hobbes: Sunday Pages, 1985-1995 (angol nyelven). Andrews McMeel Publishing (2001). ISBN 0-7407-2135-6
- Bill Watterson. The Complete Calvin and Hobbes (angol nyelven). Andrews McMeel Publishing (2005). ISBN 0-7407-4847-5

## Gyűjteménykötetek magyar nyelven
A Kázmér és Huba gyűjteményköteteinek kiadását Magyarországon a Vad Virágok Könyvműhely kezdte meg 2007-ben.
- Bill Watterson. Kázmér és Huba (magyar nyelven). Vad Virágok Könyvműhely (2007). ISBN 978-963-86-8652-7
- Bill Watterson. Valami folyik az ágy alatt (magyar nyelven). Vad Virágok Könyvműhely (2007). ISBN 978-963-86-8656-5
- Bill Watterson. Irány Észak! (magyar nyelven). Vad Virágok Könyvműhely (2008). ISBN 978-963-87-7952-6
- Bill Watterson. Marslakók és más furcsaságok (magyar nyelven). Vad Virágok Könyvműhely (2008). ISBN 978-963-87-7957-1
- Bill Watterson. Bosszú, édes bosszú (magyar nyelven). Vad Virágok Könyvműhely (2009). ISBN 978-963-88-3230-6
- Bill Watterson. A tudományos fejlődés zsákutcája (magyar nyelven). Vad Virágok Könyvműhely (2009). ISBN 978-963-88-3239-9
- Bill Watterson. A vérszomjas hómutánsok támadása (magyar nyelven). Vad Virágok Könyvműhely (2010). ISBN 978-963-99-9804-9
- Bill Watterson. Annyi a tennivaló! (magyar nyelven). Vad Virágok Könyvműhely (2010). ISBN 978-963-99-9809-4
- Bill Watterson. Véres mancsú dzsungelmacskaszörny (magyar nyelven). Vad Virágok Könyvműhely (2011). ISBN 978-963-99-9813-1
- Bill Watterson. Tele a világ kincsekkel! (magyar nyelven). Vad Virágok Könyvműhely (2011). ISBN 978-963-9998-19-3
- Bill Watterson. Varázslatos világ (magyar nyelven). Vad Virágok Könyvműhely (2013). ISBN 978-963-99-9829-2